# The Howlin' Wolf Album
Albums de Howlin' Wolf
Sings the Blues
(1962) Message to the Young
(1971)
The Howlin' Wolf Album est un album de Howlin' Wolf sorti en 1969.

## Enregistrement
En 1968, la maison de disques Chess Records convainc les bluesmen Muddy Waters et Howlin' Wolf d'enregistrer de nouvelles versions de leur répertoire avec des arrangements psychédéliques inspirés de Jimi Hendrix. Ils enregistrent ainsi chacun un album, avec les mêmes musiciens, respectivement intitulés Electric Mud et The Howlin' Wolf Album. Howlin' Wolf n'apprécie pas ces versions de ses chansons, considérant qu'il ne s'agit plus de blues. Durant les sessions d'enregistrement, il s'adresse au guitariste Pete Cosey en des termes peu amènes, selon ce dernier : « Et si tu allais foutre en l'air ces wah-wah et toutes ces merdes ? Tu pourrais passer chez le coiffeur après ça. » Par la suite, Howlin' Wolf décrit l'album comme « de la merde de chien, ».

## Sortie
Le président de Chess Records, Marshall Chess, décide d'annoncer ouvertement que Howlin' Wolf n'aime pas son album sur sa pochette même,. Celle-ci se compose d'un court texte en caractères noirs sur fond blanc :

« Voici le nouvel album de Howlin' Wolf.
Il ne l'aime pas.
Il n'aimait pas sa guitare électrique au début non plus. »

Ce texte agace Howlin' Wolf, qui avait adopté avec enthousiasme une guitare électrique et formé l'un des premiers groupes de blues entièrement électriques dans les années 1950. Selon Chess, les ventes de l'album ont été handicapées par sa pochette. « Ce fut une leçon importante : on ne peut pas dire sur la pochette que l'artiste n'aime pas son album. Il ne s'est vraiment pas bien vendu. Mais c'était juste une tentative, ce n'étaient que des expériences. » Effectivement, The Howlin' Wolf Album ne se vend pas aussi bien que Electric Mud : il atteint la 49e place du classement Black Albums du magazine Billboard, et le single Evil se classe 43e du Hot Rhythm & Blues Singles.

## Titres

### Face 1
1. Spoonful (Willie Dixon) – 3:52
2. Tail Dragger (Willie Dixon) – 4:33
3. Smokestack Lightning (Howlin' Wolf) – 3:56
4. Moanin' at Midnight (Howlin' Wolf, Taub) – 3:15
5. Built for Comfort (Willie Dixon) – 5:11

### Face 2
1. The Red Rooster (Willie Dixon, Howlin' Wolf) – 3:50
2. Evil (Willie Dixon, Howlin' Wolf) – 4:06
3. Down in the Bottom (Willie Dixon) – 2:45
4. Three Hundred Pounds of Joy (Willie Dixon) – 2:35
5. Back Door Man (Willie Dixon) – 6:51

## Musiciens et production
- Howlin' Wolf : guitare, harmonica, chant
- Gene Barge : cor, saxophone électrique
- Pete Cosey : guitares
- Hubert Sumlin : guitare
- Roland Faulkner : guitare
- Morris Jennings : batterie
- Don Myrick : flûte
- Louis Satterfield : basse
- Phil Upchurch : basse, guitare
- Ron Malo : ingénieur du son
- Jeff Leowenthal : photographie